# BMW 6
BMW 6 серии — это линейка автомобилей класса Gran Turismo, выпускаемая компанией BMW с 1976 года.
Первое поколение BMW E24 6 серии было доступно только как двухдверное купе и выпускалось с 1976 по 1989 год, когда его заменил более крупный BMW 8 серии (E31). Когда в 2004 году название 6 серии было возрождено для второго поколения, BMW E63/E64 6 серии, к купе присоединился кузов кабриолет. Третье поколение F06/F12/F13 6 серии дебютировало в 2011 году как купе и кабриолет, а также как седан, известный как «Gran Coupé», в 2012 году. Когда производство F06/F12/F13 6 серии закончилось, модели «Gran Coupé»/купе/кабриолет были перенесены в более престижную версию BMW 8 серии (G15). Четвертое поколение 6 серии, G32 6 серии, дебютировало в середине 2017 года и предлагается только в кузове фастбэк, чтобы дополнить седан/универсал BMW 5 серии (G30).
Первое поколение 6 серии было получено от BMW E23 7 серии и оснащалось рядом рядных шестицилиндровых бензиновых двигателей без наддува. Последующие поколения оснащались рядными четырехцилиндровыми двигателями, двигателями V8 и V10 как с наддувом, так и с турбонаддувом. С 2008 года в линейку 6 серии вошли дизельные двигатели, а с 2012 года появились полноприводные модели.
Высокопроизводительная модель BMW M6 выпускалась для первых трех поколений 6 серии.

## Первое поколение (E24; 1976–1989)
BMW E24 — первое поколение 6 серии, выпускавшееся с 1976 по 1989 год. Оно пришло на смену купе E9 и выпускалось исключительно в кузове купе с двумя дверями.  Помимо моделей M635CSi/M6, E24 оснащался рядом рядных 6-цилиндровых двигателей M30.
E24 M635CSi (в Северной Америке и Японии его называют M6) считается началом модельного ряда M6. На большинстве рынков M635CSi оснащен двигателем M88 с рядным 6 цилиндрами.  В Северной Америке и Японии M6 оснащен менее мощным двигателем S38 с рядным 6 цилиндрами.

## Второе поколение (E63/E64; 2003–2010)
E63/E64 — второе поколение 6 серии, продававшееся с 2003 по 2010 год. Модели кузова этой линейки — купе ( код модели E63) и кабриолет (код модели E64).
В январе 2003 года купе E63 возродило линейку 6 серии, спустя 14 лет после окончания производства E24 6 серии. Несколько месяцев спустя был выпущен кабриолет E64.
E63/E64 использует укороченную версию шасси E60 5 серии и разделяет многие черты с 5 серией. Автомобиль изначально вызвал критику из-за своего спорного стиля и сложной системы iDrive.
Модель M6 была выпущена в 2005 году в кузовах купе и кабриолет. Она оснащена двигателем S85 V10, и большинство автомобилей продавались с 7-ступенчатой автоматизированной механической коробкой передач («SMG III»). Клиентам, которые хотели быстрый четырехдверный M6 Gran Coupe, пришлось ждать до ноября 2013 года, чтобы получить M6 Gran Coupé, в то время как модели кабриолета F12 и купе F13 M6 были представлены в мае 2013 года для кабриолета F12 M6 и в июле 2013 года для купе F13 M6. Версия Alpina четырехдверного Gran Coupé была представлена до анонса M6 Gran Coupé на Токийском автосалоне 2011 года и находится в производстве с 2011 года.

## Третье поколение (F06/F12/F13; 2011–2018)
BMW F06/F12/F13 — третье поколение 6 серии, продававшееся с 2011 по 2018 год. Кузовы этой линейки включают 4-дверный седан (код модели F06, продаваемый как «Gran Coupé»), 2-дверный кабриолет (код модели F12) и 2-дверное купе (код модели F13).
Он был представлен на Шанхайском автосалоне 2011 года и Нью-Йоркском автосалоне.  Новая версия купе 6 серии с четырьмя дверями была представлена в 2012 году на Женевском автосалоне; она основана на концепте CS 2007 года.  Первоначальные модели включали 3,0-литровый рядный шестицилиндровый двигатель, 4,4-литровый V8 и 3,0-литровый рядный шестицилиндровый дизельный двигатель, а позже в линейку были добавлены варианты с полным приводом.
В 2015 году 6-я серия подверглась фейслифтингу, в ходе которого были внесены изменения в дизайн и незначительные улучшения производительности и экономии топлива. В феврале 2017 года было подтверждено, что производство купе 6-й серии прекращено.  Производство кабриолета закончилось в феврале 2018 года, а Gran Coupé — в октябре 2018 года. Хотя производство закончилось осенью 2018 года, F06 Gran Coupe доступна в модельном ряду 2019 года.
F06/F12/F13 M6 оснащен двигателем S63 twin-turbo V8 с 7-ступенчатой коробкой передач с двойным сцеплением. Это первый M6, использующий двигатель с турбонаддувом.

## Четвертое поколение (G32; 2017–2023)
BMW G32 — это четвертое поколение 6 серии, которое поступило в продажу в 2017 году.  Кузов G32 представляет собой 5-дверный фастбэк, и он продается как «6 Series Gran Turismo» (заменяя предыдущее поколение 5 Series Gran Turismo).
G32 был впервые представлен онлайн 14 июня 2017 года  и запущен на Франкфуртском автосалоне 2017 года в сентябре.  Линейка двигателей состоит из турбированных 4-цилиндровых бензиновых, 6-цилиндровых бензиновых и 6-цилиндровых дизельных двигателей. Большинство моделей имеют задний привод, а полный привод (называемый «xDrive» от BMW) доступен в качестве опции для некоторых моделей.

## Производство и продажа
Ниже приведены данные по производству BMW 6 серии с 2004 года. 
| Год    | Общий объем производства |
| ------ | ------------------------ |
| 2004   | 21,040                   |
| 2005   | 23,340                   |
| 2006   | 21,947                   |
| 2007   | 19,626                   |
| 2008   | 16,299                   |
| 2009   | 8,648                    |
| 2010   | 5,848                    |
| 2011   | 9,396                    |
| 2012   | 23,193                   |
| 2013   | 27,687                   |
| 2014   | 23,988                   |
| 2015   | 20,962                   |
| 2016   | 13,400                   |
| 2017   | 11,052                   |
| 2018   | 26,606                   |
| Общий: | 273,032                  |